# Bryn McAuley
Bryn McAuley (n. 9 iunie 1989, Toronto, Ontario, Canada) este o actriță canadiană. Ea este cea mai bine cunoscută pentru serialul Caillou.

## Carieră
Cariera ei de actorie a început când a fost invitată să încerce câteva roluri când avea patru ani; a fost acceptată într-o agenție și a început să obțină mai multe roluri. Cu toate acestea, și-a stabilit rolul de actriță de voce după ce a obținut rolul lui Caillou în 1997.
McAuley îi dă vocea lui Mavis în serialul animat de televiziune  Hotel Transilvania: Serialul de pe Disney Channel.

## Filmografie
| An        | Titlu                              | Rol                                  |
| --------- | ---------------------------------- | ------------------------------------ |
| 1997–2000 | Caillou                            | Caillou (voce) (Sezonul 1)           |
| 2000–2003 | George Shrinks                     | Becky Lopez (voce)                   |
| 2000–2012 | Franklin                           | Harriet (voce)                       |
| 2009      | Cyberchase                         | Petra the Hedgehopper (voce)         |
| 2009-2010 | 6teen                              | Kylie Smylie (voce)                  |
| 2010      | Aaron Stone                        | Carrie                               |
| 2010–2011 | Arthur                             | Capri de Vapida (voce)               |
| 2013      | Murdoch Mysteries                  | Minnie Duggan                        |
| 2013–2015 | Grojband                           | Laney Penn, Larry Nepp, N'ORB (voce) |
| 2017–2020 | Hotel Transilvania: Serialul       | Mavis (voce)                         |
| 2018      | Inspector Gadget (serial din 2015) | Oracle of Delphi (voce)              |
| 2019      | Patrula cățelușilor                | Ladybird (voce)                      |